# Golden Gala 2009
Il Golden Gala 2009 è stata la 29º edizione dell'annuale meeting di atletica leggera Golden Gala e si è svolta, come di consueto, allo Stadio Olimpico di Roma, dalle ore 19:15 alle 22:30 UTC+2 del 10 luglio 2009. Il meeting è stato anche la terza tappa della ÅF Golden League 2009.

## Programma
Il meeting ha visto lo svolgimento di 17 specialità, 9 maschili e 8 femminili: di queste, 5 maschili e altrettante femminili erano valide per la Golden League. Oltre a queste, erano inserite in programma serie ulteriori dei 100 m.
| # | Orario | Specialità             |
| - | ------ | ---------------------- |
| 1 | 19:45  | Lancio del giavellotto |
| 2 | 20:05  | 400 m                  |
| 3 | 20:22  | 5000 m                 |
| 4 | 20:53  | 110 m hs               |
| 5 | 20:53  | Salto in lungo         |
| 6 | 21:03  | 100 m                  |
| 7 | 21:33  | 800 m                  |
| 8 | 21:53  | 1500 m                 |
| 9 | 22:30  | 400 m hs               |

| # | Orario | Specialità       |
| - | ------ | ---------------- |
| 1 | 19:15  | Salto con l'asta |
| 2 | 20:14  | 1500 m           |
| 3 | 20:43  | 100 m hs         |
| 4 | 21:13  | 100 m            |
| 5 | 21:23  | 800 m            |
| 6 | 21:43  | 400 m            |
| 7 | 21:23  | 3000 m siepi     |
| 8 | 21:23  | 400 m hs         |

## Risultati
Di seguito i primi tre classificati di ogni specialità.

### Uomini
| Specialità             | 1º classificato      | Prestazione | 2º classificato    | Prestazione | 3º classificato       | Prestazione |
| 100 m                  | Tyson Gay            | 9.77        | Asafa Powell       | 9.88        | Yohan Blake           | 9.96        |
| 400 m                  | Chris Brown          | 44.81       | David Gillick      | 44.82       | Renny Quow            | 45.02       |
| 800 m                  | Alfred Kirwa Yego    | 1'45.23     | Mohammed Al-Salhi  | 1'45.61     | Nadjim Manseur        | 1'45.64     |
| 1500 m                 | Asbel Kipruto Kiprop | 3'31.20     | Amine Laalou       | 3'31.56     | William Biwott Tanui  | 3'31.70     |
| 5000 m                 | Kenenisa Bekele      | 12'56.23    | Mark Kosgey Kiptoo | 12'57.62    | Leonard Patrick Komon | 12'58.24    |
| 110 m hs               | Dayron Robles        | 13.17       | Antwon Hicks       | 13.27       | Dexter Faulk          | 13.30       |
| 400 m hs               | Kerron Clement       | 48.09       | Isa Phillips       | 48.11       | L. J. van Zyl         | 48.37       |
| Salto in lungo         | Dwight Phillips      | 8.61 m      | Irving Saladino    | 8.27 m      | Fabrice Lapierre      | 8.22 m      |
| Lancio del giavellotto | Andreas Thorkildsen  | 86.53 m     | Tero Pitkämäki     | 85.48 m     | Mark Frank            | 83.52 m     |

In grassetto le specialità valide per il jackpot della Golden League
     Atleti ancora in corsa per il jackpot della Golden League dopo questo meeting

### Donne
| Specialità       | 1º classificato       | Prestazione | 2º classificato        | Prestazione | 3º classificato        | Prestazione |
| 100 m            | Kerron Stewart        | 10.75       | Shelly-Ann Fraser      | 10.91       | Chandra Sturrup        | 10.99       |
| 400 m            | Sanya Richards        | 49.46       | Shericka Williams      | 50.31       | Amy Mbacké Thiam       | 50.71       |
| 800 m            | Maggie Vessey         | 2'00.13     | Elisa Cusma Piccione   | 2'00.14     | Mayte Martínez         | 2'00.21     |
| 1500 m           | Maryam Yusuf Jamal    | 3'56.55     | Christin Wurth-Thomas  | 3'59.98     | Oksana Zbrozhek        | 4'01.48     |
| 100 m hs         | Dawn Harper           | 12.55       | Delloreen Ennis-London | 12.67       | Brigitte Foster-Hylton | 12.68       |
| 400 m hs         | Anna Jesień           | 54.31       | Sheena Tosta           | 54.57       | Melaine Walker         | 54.58       |
| 3000 m siepi     | Gul'nara Galkina      | 9'11.58     | Ekaterina Volkova      | 9'17.40     | Ruth Bisibori Nyangau  | 9'17.85     |
| Salto in alto    | Antonietta Di Martino | 2.00 m      | Blanka Vlašić          | 1.97 m      | Chaunté Howard         | 1.97 m      |
| Salto con l'asta | Elena Isinbaeva       | 4.85 m      | Julija Golubčikova     | 4.70 m      | Svetlana Feofanova     | 4.70 m      |

In grassetto le specialità valide per il jackpot della Golden League
     Atlete ancora in corsa per il jackpot della Golden League dopo questo meeting